# Bhakta
Bhakta (też: bhaktijogin) – w hinduizmie, a szczególnie w śiwaizmie i wisznuizmie, osoba praktykująca bhaktijogę.
Bhakta stara się osiągnąć wyzwolenie (różnie rozumiane w zależności od wyznawanej religii) poprzez rozwinięcie intensywnej i bezinteresownej miłości do Boga.